# Gobine
La Gobine est un ruisseau coulant à Ferrières-en-Gâtinais dans le département du Loiret en France.
Le ruisseau est un affluent de la Cléry et donc un sous-affluent du Loing.

## Description
Le ruisseau débute à partir d'un petit étang à Ferrières-en-Gâtinais et se jette dans la Cléry dans la même commune.